# Cachila
Cachila es una película documental uruguaya del año 2008 dirigida por Sebastián Bednarik y producida por Andrés Varela. La película nos acerca a la vida de la familia Silva, ellos trabajan como desguazadores de autos, popular en la comunidad afrodescendiente y dueña de una de las más importantes comparsas de candombe de Uruguay.

## Ficha Técnica
- Productores: Andrés Varela, Sebastián Bednarik
- Producción asociada: Federico Lemos
- Con la participación especial de: HTV3 Hernán Tajam
- Idea original y proyecto: Andrés Varela, Sebastián Bednarik
- Producción ejecutiva: Andrés Varela
- Jefatura de producción: Lucía Gaviglio
- Dirección de fotografía: Pedro Luque
- Sonido: Daniel Yafalian, Pablo Benedetto
- Foto fija: Diego Zalduondo
- Asistencia de dirección y montaje: Guzmán García
- Edición: Sebastián Rodríguez
- Posproducción de sonido y musicalización: Álvaro Rivero
- Guion, montaje y dirección: Sebastián Bednarik

## Premios
- 2006 Ganadora del Premio Fondos Concursables del MEC
- 2007 – Work in progress – Festival de Berlín - European Film Market